# Louis Ribes
Pour l'homme d'Église, voir Louis Ribes (prêtre).
Pour les articles homonymes, voir Ribes.
Louis Ribes, né 8 décembre 1756 à Olette (Pyrénées-Orientales) et décédé le 27 juillet 1825 à Vinça (Pyrénées-Orientales), est un homme politique français.
Homme de loi, administrateur du département, il est député des Pyrénées-Orientales de 1791 à 1792, siégeant dans la majorité.